# Stadio Cachamay
Il Centro Total de Entretenimiento Cachamay, conosciuto come Stadio Cachamay (in spagnolo Estadio Cachamay), già noto come stadio Gino Scarigella (in spagnolo Estadio Gino Scarigella) e stadio polisportivo Cachamay (in spagnolo Estadio Polideportivo Cachamay), è un impianto calcistico di Puerto Ordaz, centro che insieme a San Félix forma la città pianificata di Ciudad Guayana (Venezuela).
Edificato sul finire degli anni ottanta e terminato nel 1990, fu tempo dopo intitolato a Gino Scarigella, un arbitro morto in campo proprio in questo impianto. Ma a breve la dedica al direttore di gara passò in disuso, con lo stadio che, a partire dalla stampa, veniva semplicemente chiamato Cachamay.
Il nome "Cachamay" si riferisce a un'imponente cascata, detta Salto de Cachamay, sul vicino Río Caroní. Presso il Salto è installata una centrale idroelettrica che fornisce l'energia allo stadio.
Nel 2007, in vista dell'edizione della Copa América organizzata dal Venezuela, è stato ammodernato. Dotato di una copertura totale, vi è pure stato apposto un avveniristico impianto di oltre 2.000 luci, che genera una perfetta illuminazione nelle gare giocate in notturna. Oltre alle strutture prettamente dedicate al calcio, il Polideportivo Cachamay presenta pure un vasto complesso di negozi, cinema e altro: il suo nome ufficiale è del resto "Centro Total de Entretenimiento Cachamay".
Della Copa América 2007 il Cachamay ha ospitato tre gare.
Il 27 giugno sono andate in scena, una dopo l'altra, Ecuador-Cile (finita 2-3) e Brasile-Messico (vinta 2-0 dai centroamericani), ambedue valevoli per il gruppo B.
L'11 luglio vi si è infine giocata la semifinale tra Messico e Argentina, vinta da quest'ultima per 3-0.